# Numerisk analyse
Numerisk analyse er en disciplin inden for matematikken.
I numerisk analyse bruger man computer til at løse matematiske problemer, der ikke eller med stort besvær kan løses ad anden vej.
Af eksempler, hvor numerisk analyse med computere har deres berettigelse, er ved løsning af større ikke lineære ligningssystemer.
| Matematik | Spire Denne artikel om matematik er en spire som bør udbygges. Du er velkommen til at hjælpe Wikipedia ved at udvide den. |